# Diễn Liên
Diễn Liên là một xã thuộc huyện Diễn Châu, tỉnh Nghệ An, Việt Nam.
Xã có diện tích 7,38 km², dân số năm 1999 là 6.190 người, mật độ dân số đạt 839 người/km².

## Nhà thờ họ Võ
Nhà thờ họ Võ ở xã Diễn Liên thờ Đông Thành đại vương có tên húy là Võ Trung, là tướng nhà Đinh, có công giúp Đinh Bộ Lĩnh đánh dẹp các sứ quân Lã Xử Bình, Ngô Xương Xí. Đinh Tiên Hoàng lên ngôi hoàng đế ở động Hoa Lư, phong Võ Trung làm chức Tham nghị triều chính, được vài năm thăng lên chức Binh bộ thượng thư, sau bổ ra làm đốc trấn châu Hoan (Nghệ An) rồi tổng trấn Hải Dương. Khi Chiêm Thành sang cướp phá Đại Cồ Việt, ông làm phó tướng cùng Lê Hoàn đem quân đi đánh. Võ Trung về già đến chơi núi Mộ Dạ thuộc huyện Đông Thành và hóa ở đó nên Triều đình truyền cho dân dựng đền thờ tại núi Mộ Dạ cạnh đền Cuông và ở quê ngoại thuộc trại Liễu Cốc, châu Xích Đằng, phủ Khoái Châu, Hưng Yên với sắc phong là Đông Thành đại vương.